# 크리스티안 포르투게스
크리스티안 포르투게스 만사네라(스페인어: Cristian Portugués Manzanera ˈkɾistjam poɾtuˈɣez manθaˈneɾa[*], 1992년 5월 21일, 무르시아 지방 무르시아 ~)는 흔히 포르투(스페인어: Portu ˈpoɾtu[*])로 알려진 스페인의 프로 축구 선수로, 현재 지로나에서 공격형 미드필더로 활약하고 있다.

## 클럽 경력

### 발렌시아
무르시아 출신인 포르투는 발렌시아의 유소년부 출신이다. 그는 불과 17세의 나이에 2군 소속으로 성인 무대에 첫 발을 디뎌 세군다 디비시온 B에 몇 시즌을 보냈고, 테르세라 디비시온에서도 1년을 보냈다. 2012년 1월, 그는 우나이 에메리 1군 감독에 의해 부상으로 줄줄이 선수를 잃은 1군 선수단의 일원으로 차출되었다.
2014년 2월 27일, 포르투는 동지 1군 소속으로 첫 경기에 출전했는데, 디나모 키예프와의 그 시즌 UEFA 유로파리그 경기 막판에 유소년부 졸업 동기인 페데리코 카르타비아와 교체되어 들어갔고, 경기는 안방에서 0-0 무승부로 끝났다. 그는 사흘 뒤에 라 리가 신고식을 치렀는데, 그는 0-1로 패한 라요 바예카노와의 원정 경기에 선발로 출전해 경고를 받았다.

### 알바세테
2014년 7월 11일, 발렌시아는 포르투를 세군다 디비시온의 알바세테 발롬피에에 인수 조항을 넣어 팔았다고 발표하였다. 그는 10월 18일에 프로 무대 첫 골을 기록했는데, 2-3으로 패한 미란데스와의 경기에서 2골을 넣었다.

### 지로나
2016년 6월 21일, 백색 군단이 강등되면서, 포르투는 또다른 2부 리그 구단인 지로나와 3년 계약을 맺었다. 그는 1년차에 8번 골망을 흔들었으며, 8번 골을 도왔고, 구단의 사상 첫 1부 리그 승격에 공헌했다.
포르투는 이듬해에 11골을 넣으며 더 나은 활약을 펼쳤는데, 카탈루냐 연고 구단은 1부 리그 잔류에 성공하였다.

### 레알 소시에다드
2019년 6월 18일, 레알 소시에다드는 트위터 계정을 통해 €10M으로 포르투의 이적에 사전 합의를 보았다고 발표했다. 같은 날, 5년 계약이 확정되었다.

## 클럽 통계
2019년 3월 16일 기준
| 클럽      | 시즌      | 리그            | 리그 | 리그 | 컵   | 컵 | 대륙 | 대륙 | 합계 | 합계 |
| 클럽      | 시즌      | 리그명          | 출장 | 골   | 출장 | 골 | 출장 | 골   | 출장 | 골   |
| --------- | --------- | --------------- | ---- | ---- | ---- | -- | ---- | ---- | ---- | ---- |
| 발렌시아  | 2013–14   | 라 리가         | 1    | 0    | 0    | 0  | 1    | 0    | 2    | 0    |
| 발렌시아  | 합계      | 합계            | 1    | 0    | 0    | 0  | 1    | 0    | 2    | 0    |
| 알바세테  | 2014–15   | 세군다 디비시온 | 36   | 6    | 3    | 0  | —    | —    | 39   | 6    |
| 알바세테  | 2015–16   | 세군다 디비시온 | 39   | 6    | 1    | 0  | —    | —    | 40   | 6    |
| 알바세테  | 합계      | 합계            | 75   | 12   | 4    | 0  | 0    | 0    | 79   | 12   |
| 지로나    | 2016–17   | 세군다 디비시온 | 41   | 8    | 0    | 0  | —    | —    | 41   | 8    |
| 지로나    | 2017–18   | 라 리가         | 37   | 11   | 0    | 0  | —    | —    | 37   | 11   |
| 지로나    | 2018–19   | 라 리가         | 24   | 6    | 3    | 1  | —    | —    | 26   | 7    |
| 지로나    | 합계      | 합계            | 102  | 25   | 3    | 1  | 0    | 0    | 104  | 26   |
| 경력 합계 | 경력 합계 | 경력 합계       | 177  | 37   | 7    | 1  | 1    | 0    | 185  | 38   |

## 참조
1. ↑  크리스티안과 포르투게스는 각각 스페인어:  ˈkɾistjan[*]과 스페인어:  poɾtuˈɣes[*]로 각각 발음된다.